# Sarah McLachlan
Sarah McLachlan, född 28 januari 1968 i Halifax, Nova Scotia, är en kanadensisk singer-songwriter som har sålt över 30 miljoner skivor sedan debutalbumet Touch 1988. Hon har vunnit Grammy Awards tre gånger, två gånger för "Best Female Pop Performance" och en gång för "Best Pop Instrumental Performance". 
Hon är även initiativtagare till Lilith Fair, en av de mest framgångsrika turnéerna som fokuserade på och lyfter fram kvinnliga singer/songwriters i USA, där bland annat Alanis Morissette, Sheryl Crow, Dido och Lisa Loeb fått mycket av sin framgång. Den drog in över sju miljoner dollar till välgörenhet. Hon har synts på omslag på de världskända tidningarna Rolling Stone, Time och Entertainment Weekly.

## Biografi

### Barndom
Sarah Ann McLachlan föddes i Halifax i Nova Scotia i Kanada den 28 januari 1968. Redan som fyraåring började hon ta lektioner i gitarr, och senare även i piano och sång. När Sarah var i sextonårsåldern fick hon förfrågan om att vara med i ett band, kallat October Game, och efter att ha uppträtt på små klubbar så visste Sarah att det var detta hon ville hålla på med.

### Skivkontrakt
När Sarah var 17 år så fick hon en förfrågan från det lilla skivbolaget Nettwerk Records om ett skivkontrakt, men hennes föräldrar var fast beslutna om att hon skulle avsluta sina studier först. Två år senare sökte Nettwerk Records upp henne igen och erbjöd henne ett skivkontrakt. Sarah flyttade från sin hemstad Halifax till storstaden Vancouver. 
McLachlan släppte sin första skiva Touch 1988 som innehöll låtar som Vox, Steaming och Ben’s Song. Första skivan sålde över 50000 exemplar, och McLachlan gav sig ut på sin första turné där hon spelade på små klubbar.
Hennes andra album Solace släpptes 1991 och det var tack vare låtar som Into the Fire, Drawn To the Rythm och The Parth Of Thorns som gjorde henne riktigt känd i hennes hemland Kanada.

### Genombrott
Hennes riktiga genombrott skedde dock 1993 då hon släppte albumet Fumbling Towards Ecstasy som gjorde henne stor även i USA. På denna skiva kunde man hitta hitlåtar som Possession, Good Enough och Hold On. Under samma period reste Sarah McLachlan till Kambodja för att göra en dokumentär om barn som drabbats av aids, och det var i detta sammanhang som McLachlan blev inspirerad att skriva låten Ice som återfinns på albumet.  Enligt McLachlan själv är detta den mest deprimerade låten hon någonsin skrivit [källa behövs]. 
Sarah McLachlan släppte också The Freedom Sessions som innehöll alternativa versioner av samma låtar som på Fumbling Towards Ecstasy, så att fansen fick en inblick i hur hon arbetat fram olika versioner av sina låtar. Något som också var unikt för denna skiva var att den innehöll en multimedial presentation som man kunde spela i datorn.
Innan McLachlan släppte sitt nästa album så kom Rarities, B-sides and other Stuff ut som innehöll låtar som I Will Remember You och cover på låten Dear God som XTC tidigare gjort.
Året 1997 gifte sig Sarah McLachlan med sin trummis i bandet Ashwin Sood [källa behövs], och precis efter detta släppte hon sitt album Surfacing. På detta album kunde man hitta pophits som Building A Mystery och Sweet Surrender samtidigt som balladen Angel och den instrumentella låten Last Dance också var mycket starka låtar. Detta album blev en enorm succé och sålde miljontals kopior bara i USA.

### Lilith Fair
Under samma period öppnade McLachlan portarna för en ny sommarfestival som kallades Lilith Fair. Det var något speciellt med denna festival, nämligen att den endast bestod av kvinnliga artister – som McLachlan själv sagt så ville hon fira kvinnor i musiken genom detta. Idén till festivalen fick Sarah McLachlan när hon såg över de andra festivalerna som var väldigt mansdominerade och tänkte då att de kvinnliga artisterna kunde göra något själv. Festivalen blev årets mest ekonomiskt framgångsrika. 
Medverkade gjorde artister som Dido, Sheryl Crow och Alanis Morisette. 
Under tre somrar turnerande McLachlan med Litlih Fair, och när hon sedan gick av scenen så försvann hon helt från kändislivet – mitt i när hon var som störst. 

### Comeback
År 2003 gjorde McLachlan comeback och släppte sitt femte studioalbum Afterglow. Mycket har förändrats i Sarahs liv – hon förlorade sin mamma i cancer samtidigt som hon blev mamma. Även om man kunde tro att mycket av dessa nya låtar skulle handla om just dessa stora händelser i hennes liv gör de inte det. Sarah säger själv att hon skrev de flesta låtar innan allt hände.
På Afterglow finns singellåtarna Fallen, World On Fire och Stupid. Samtidigt finns ballader som Answer och även Push, som för övrigt är en hyllningssång till hennes man. I samband med Afterglow var McLachlan ute på en världsturné både under 2004 och 2005 där hon besökte såväl USA, Kanada som Europa och Australien. Den 2 november 2004 uppträdde Sarah på Cirkus i Stockholm. 
År 2006 släppte McLachlan albumet Wintersong som är ett julalbum som innehåller låtar som McLachlan själv valt samt hennes egen låt som just heter Wintersong. 
År 2007 fick Sarah sitt andra barn, som fick namnet Taa-Jah.
År 2008 separerade Sarah från sin man Ashwin Sood, och släppte under samma tid ett greatest hits album "Closer: The Best of Sarah McLachlan" med två nya låtar "U Want Me To" och "Don't Give Up On Us".
År 2009 gick Sarah ut med att hon kommer återuppta Lilith Fair sommaren 2010 - och då kommer turnén även till Europa.
Rebooten av Lillith Fair blev dock ett fiasko eftersom de enligt McLachlan själv inte räknade med hur mycket fansen och marknaden hade förändrats.
Sarah uppgav också nyligen att hon arbetar med sitt nya album som beräknas släppas i april 2010.
2010 skrev och framförde hon den officiella låten "One Dream" till Olympiska Spelen i Vancouver.

### Efter 2014
Abumet Shine on släpptes under 2014 och är en följd av en rad händelser i McLachlans liv. Hennes adoptivpappa dog några år tidigare. Hon genomgick en skilsmässa från Ashwin Sood samtidigt som hon fann ny kärlek i Geoff Courtnall, en NFL spelare. Hennes förhoppning var att göra skivan "lite mer positiv" än tidigare material.
Under 2017 blev hon invald i Canadian Music Hall of Fame.

## Album
- 1988: Touch
- 1991: Solace
- 1992: Live EP
- 1993: Fumbling Towards Ecstasy
- 1994: The Freedom Sessions
- 1996: Rarities, B-Sides And Other Stuff
- 1997: Surfacing
- 1999: Mirrorball
- 2001: Remixed
- 2003: Afterglow
- 2004: Live Acoustic EP
- 2004: Afterglow Live
- 2005: Bloom
- 2006: Mirrorball: The Complete Concert (dubbelcd)
- 2006: Wintersong
- 2008: Rarities, B-Sides & Other Stuff - Volume 2
- 2008: Closer - the best of Sarah McLachlan
- 2010: Laws of Illusion
- 2013: The Essential Sarah McLachlan
- 2014: Shine On